# Рамеш, Рамачандран
Рамачандран Рамеш (род. 20 апреля 1976, Мадрас) — индийский шахматист, гроссмейстер (2003). Старший тренер ФИДЕ.
Чемпион Великобритании 2002 года. Победитель чемпионата Содружества наций 2007 года.
В составе сборной Индии участник двух шахматных олимпиад (1996 и 2002 гг.).

## Изменения рейтинга
| Графики недоступны из-за технических проблем. См. информацию на Фабрикаторе и на mediawiki.org. |